# Kukawa
Kukawa es una localidad del estado de Borno, en Nigeria, con una población estimada en marzo de 2016 de 285 700 habitantes.

## Geografía
Se encuentra ubicada al noreste del país, cerca de la frontera con Camerún, Chad y Níger.

## Historia
La ciudad moderna habría sido fundada a comienzos del siglo XIX.